# Santa María Tutla
Santa María Tutla är en ort i Mexiko.   Den ligger i kommunen San Andrés Dinicuiti och delstaten Oaxaca, i den sydöstra delen av landet, 250 km sydost om huvudstaden Mexico City. Santa María Tutla ligger 1 976 meter över havet och antalet invånare är 3 318.
Terrängen runt Santa María Tutla är kuperad. Runt Santa María Tutla är det ganska tätbefolkat, med 56 invånare per kvadratkilometer. Närmaste större samhälle är Ciudad de Huajuapan de León, 18,7 km nordväst om Santa María Tutla. Trakten runt Santa María Tutla består i huvudsak av gräsmarker.